# Hamerkopvleerhond

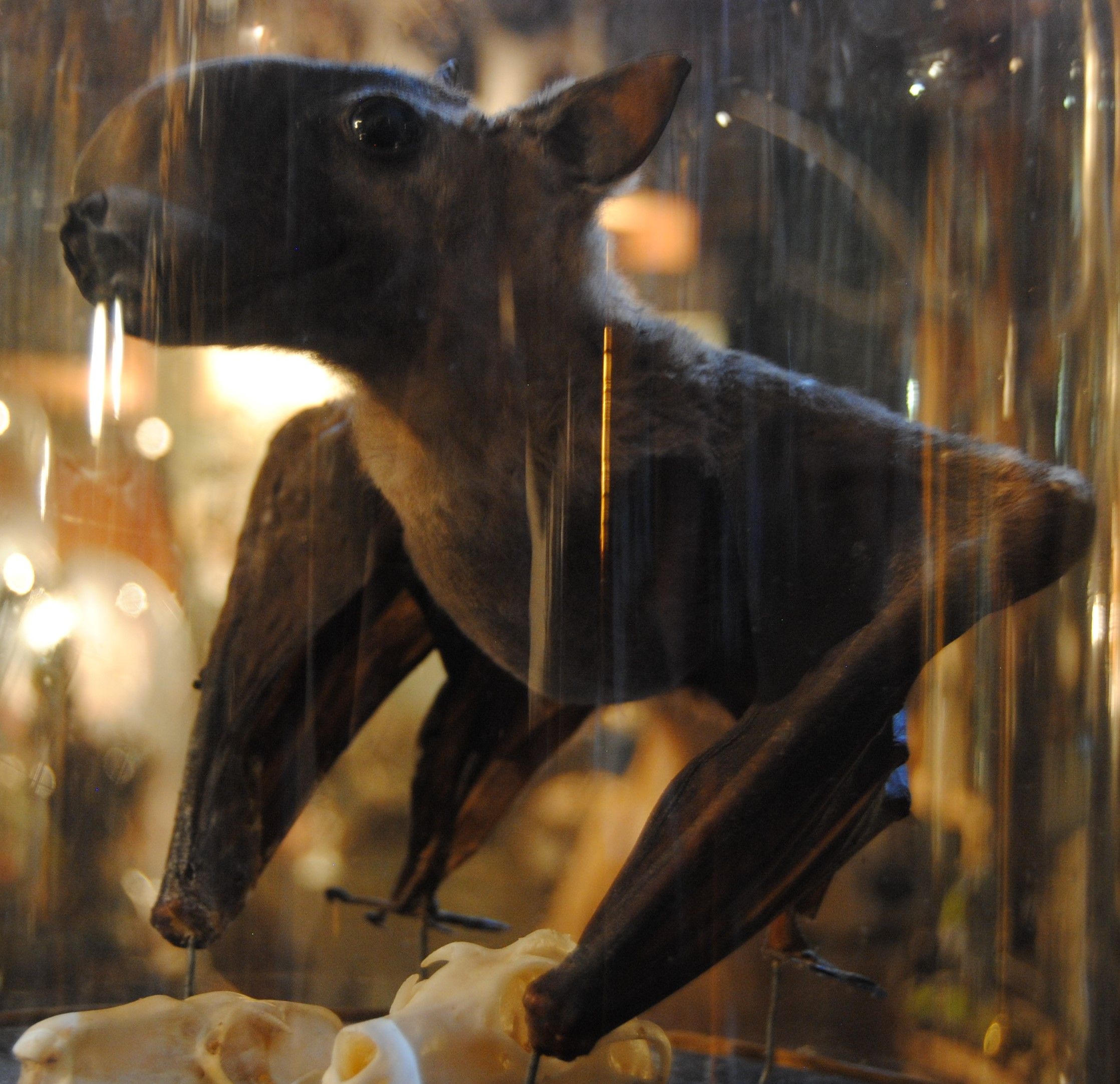
Hamerkopvleerhond opgezet

De hamerkopvleerhond (Hypsignathus monstrosus) is een vleerhond uit het geslacht Hypsignathus die voorkomt in West tot Centraal-Afrika.

## Kenmerken
De hamerkopvleerhond dankt zijn naam aan zijn rechthoekige snuit waarvan de functie niet bekend is. Het is een van de luidruchtigste vleermuissoorten waarvan de mannetjes zich verzamelen in bomen en urenlang naar elkaar krijsen. Hamerkopvleerhonden zijn 's nachts actief en hangen overdag in kleine kolonies te slapen. Ze voeden zich met fruit waaronder mango's en zuurzakken.

## Verspreiding en leefgebied

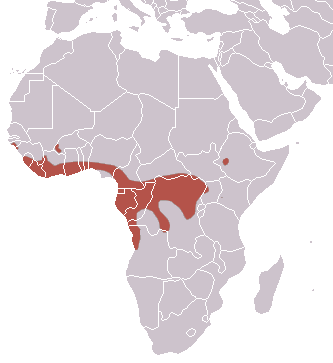
verspreidingsgebied

Deze vleerhond komt voor in een groot gebied dat reikt van Guinea-Bissau in het westen tot het noordwesten van Angola in het zuiden en oostelijk via Oeganda tot in het westen van Ethiopië en Kenia (bij het Victoriameer). Het dier komt voor tot op 1800 m boven de zeespiegel. Het leefgebied  bestaat uit diverse typen bos, zowel regenwoud in het laagland als riviergeleidend bos, moerasbos, mangrovebos, palmen en soms ook bossavanne.

## Status
Plaatselijk wordt het leefgebied van deze soort bedreigd door ontbossing en soms wordt er jacht op deze dieren gemaakt en worden ze gegeten. Overigens is het een algemene soort en over trends van de populatie-aantallen bestaan geen cijfers. Daarom staat de hamerkopvleerhond als niet bedreigd op de Rode Lijst van de IUCN.

## Rol als drager van het Ebolavirus
Uit een studie verricht in 2007 in Congo-Kinshasa blijkt dat deze vleerhond een belangrijke rol speelt bij het overdragen van het ebolavirus naar de mens.